# Београд 1981.
Београд 1981.  је  албум уживо српског и југословенског рок бенда Рибља чорба.

## Опште информације
Албум је објављен 11. августа 2021. године под окриљем издавачке куће Фидбокс, а на њему се налази десет песама.
На бас гитари на песмама био је Миша Алексић, на бубњевима Вицко Милатовић, на гитари Момчило Бајагић и Рајко Којић, док је вокал био Бора Ђорђевић. За дизајн био је задужен Горан Милатовић, ексклузивни продуцент био је Горан Јовић, а ремастер албума радио је Стефан Родић.

## Листа песама
| №   | Назив                                  | Трајање |  |
| 1.  | Најава / Звезда потковља и сутерена    | 4:07    |  |
| 2.  | Видиш да сам гадан кад сам тебе гладан | 3:05    |  |
| 3.  | Ја сам још она иста будала             | 3:51    |  |
| 4.  | Врло, врло задовољан тип               | 3:36    |  |
| 5.  | Остаћу слободан                        | 2:44    |  |
| 6.  | Хеј, ћале                              | 3:24    |  |
| 7.  | Ево ти за такси                        | 3:57    |  |
| 8.  | Срећан пут пишо моја мала              | 2:43    |  |
| 9.  | Рокенрол за кућни савет                | 2:52    |  |
| 10. | Егоиста                                | 3:00    |  |